# Eduardo Ades
Eduardo Ades (Rio de Janeiro, 1981) é um cineasta brasileiro.
Formado em Cinema pela Universidade Federal Fluminense. Participou da curadoria e programação do Cineclube Tela Brasilis, realizado na Cinemateca do Museu de Arte Moderna do Rio de Janeiro, entre 2003 e 2010. A partir de 2006 e até 2011, realizou inúmeras mostras e festivais de cinema, nas funções de curador e produtor, em parceria com instituições como o Centro Cultural Banco do Brasil e a Caixa Cultural. Dentre as mostras, destaca-se “Luz em movimento – A fotografia no cinema brasileira” (2007), indicada ao II Prêmio Jairo Ferreira.
Sua primeira produção audiovisual foi o documentário de média-metragem “Retratos brasileiros: Hélio Silva” (2010), para o Canal Brasil. Em 2012, lançou o média “A Dama do Estácio”, estrelando Fernanda Montenegro, com a participação de Nelson Xavier e Joel Barcelos, que recebeu mais de vinte prêmios em festivais. No filme, Fernanda Montenegro vive uma releitura de seu primeiro personagem no cinema, Zulmira, do longa A Falecida (filme).
Nos anos seguintes, esteve envolvido em diversos projetos como produtor, entre os quais os premiados longas “Aspirantes”, “Morro dos Prazeres” e “Yorimatã”, além de diversos curtas.
Em 2015, lançou seu primeiro longa-metragem, o documentário “Crônica da demolição”, sobre a controversa demolição do Palácio Monroe, antiga sede do Senado Federal no Rio de Janeiro. O filme recebeu cinco prêmios em festivais, entre eles o de melhor filme no BIFF - Brasília International Film Festival.
Seu segundo longa como diretor, “Torquato Neto – Todas as horas do fim”, sobre a vida e obra de Torquato Neto, poeta piauiense, realizado em parceria com Marcus Fernando, teve sua estreia no Festival do Rio em 2017, com exibições em eventos como o Festival Internacional do Novo Cinema Latino-Americano de Havana e o Festival de Cinema Latino-Americano de Toulouse. Recebeu nove prêmios, dentre os quais os de Melhor Documentário no Fest Aruanda do Audiovisual Brasileiro.
Em 2020, com o filme “Mata”, em que assina a produção, recebe o prêmio de Melhor Filme no Seoul International Eco Film Festival 2022, entre outros. O filme trata dos impactos nefastos da monocultura do eucalipto no extremo sul do estado da Bahia.
O longa “Barragem”, lançado em 2021, aborda as consequências do Rompimento de barragem da Samarco, em Mariana, ocorrido em 2015, na vida das pessoas que moravam na comunidade devastada de Bento Rodrigues. O filme recebeu o prêmio de Melhor Filme no XXIII Festival Internacional de Cinema Ambiental de Goiás.
Em 2022, em nova incursão no cinema de ficção, lança o curta-metragem “Teatro de máscaras”, estrelado por Vera Holtz, exibido em eventos como a Mostra de Cinema de Tiradentes e o Festival do Rio, sendo premiado como Melhor Curta no Festival de Cinema de Vassouras.
Participa do Talents Buenos Aires, no ano de 2021. Em 2022, é eleito presidente da Abraci - Associação Brasileira de Cineastas do Rio de Janeiro, para o mandato de 2022-2024. Neste mesmo ano, atua como jurado da mostra Novos Rumos – Première Brasil, do Festival do Rio, e, no ano seguinte, como membro do comitê de seleção do representante brasileiro na premiação do Óscar. É também nomeado para o Conselho Técnico Consultivo da Cinemateca Brasileira, para o período de 2023-2025.

## Filmografia

### Como diretor e roteirista:
- 2010 - Retratos brasileiros: Hélio Silva (média)
- 2012 - A dama do Estácio (média)
- 2015 - Crônica da demolição (longa)
- 2017 - Torquato Neto - Todas as horas do fim (longa)
- 2021 - Barragem (longa)
- 2022 - Teatro de máscaras (média)

### Como produtor:
- 2008 - Depois das nove (curta)
- 2008 - Tecnicolor (curta)
- 2010 - Retratos brasileiros: Hélio Silva (média)
- 2012 - A dama do Estácio (média)
- 2013 - Apocalipse de verão (curta)
- 2013 - Morro dos Prazeres (longa)
- 2014 - Yorimatã (longa)
- 2014 - O bom comportamento (curta)
- 2014 - Do meu lado (curta)
- 2015 - Crônica da demolição (longa)
- 2016 - Não me prometa nada (curta)
- 2017 - Torquato Neto - Todas as horas do fim (longa)
- 2017 - Um musical (curta)
- 2020 - Mata (longa)
- 2021 - Barragem (longa)
- 2022 - Teatro de máscaras (média)